# みんな元気
『みんな元気』（みんなげんき, 伊題: Stanno tutti bene, 英題: Everybody's Fine）は、1990年のイタリア映画。監督はジュゼッペ・トルナトーレ。
イタリアの子供たちに会いに行く父親のロードムービーという内容からもわかるとおり、本作は『東京物語』のオマージュである。

## あらすじ
70歳の老人、マッテオの所には毎年必ず自分の5人の子供たちが揃うのだが、今年の夏に限っては誰も姿を見せなかった。疑問を持ちつつ、マッテオは子供たちを驚かせてやろうと、電車でイタリア全土の子供たちに会いに旅に出かける。
最初に学校で働いているというアルヴァーロに会いに行くが、一向に連絡がつかない。諦めて議員秘書のカニオに会いに行くも、忙しそうで話ができる状態ではなかった。
その後、通行人の勘違いから警察の世話になったところ、女優でモデルのトスカがやってくる。マッテオはトスカの広い自宅に泊まらせてもらい、ファッションショーを観賞しに行く。次に打楽器奏者のグリエルモに会いに行くと、次の公演があるのですぐに旅立つと話されるが、時折見せる作り笑いに公演の話が嘘だと気付く。最後に幸せな家庭を築いたはずのノルマの家に行くが、孫の話を聞いて悪い予感が的中する。
夜中に街を彷徨うマッテオの元に5人の子供たちが幼少時の姿で現れ、一人一人が隠していた真実を語っていく。

## キャスト
- マッテオ・スクーロ: マルチェロ・マストロヤンニ
- 電車の女性: ミシェル・モルガン
- トスカ: ヴァレリア・カヴァーリ
- カニオ: マリーノ・チェンナ
- ノルマ: ノルマ・マルテッリ
- グリエルモ: ロベルト・ノービル

## リメイク
2009年にロバート・デ・ニーロ主演でリメイクされた。